# Перла (Арканзас)
Перла (англ. Perla) — місто (англ. town) в США, в окрузі Гот-Спрінгс штату Арканзас. Населення — 257 осіб (2020).

## Географія
Перла розташована на висоті 102 метрів над рівнем моря за координатами 34°21′54″ пн. ш. 92°46′35″ зх. д. / 34.36500° пн. ш. 92.77639° зх. д. (34.364937, -92.776365).  За даними Бюро перепису населення США в 2010 році місто мало площу 2,39 км², уся площа — суходіл.

## Демографія
Згідно з переписом 2010 року, у місті мешкала 241 особа в 110 домогосподарствах у складі 61 родини. Густота населення становила 101 особа/км².  Було 133 помешкання (56/км²). 
Расовий склад населення:
| - 56,4 % — чорних або афроамериканців - 40,2 % — білих - 0,4 % — азіатів - 1,7 % — осіб інших рас |

До двох чи більше рас належало 1,2 %. Іспаномовні складали 1,7 % від усіх жителів.
За віковим діапазоном населення розподілялося таким чином: 19,5 % — особи молодші 18 років, 61,8 % — особи у віці 18—64 років, 18,7 % — особи у віці 65 років та старші. Медіана віку мешканця становила 44,4 року. На 100 осіб жіночої статі у місті припадало 88,3 чоловіків;  на 100 жінок у віці від 18 років та старших — 88,3 чоловіків також старших 18 років.
Середній дохід на одне домашнє господарство  становив 36 765 доларів США (медіана — 27 656), а середній дохід на одну сім'ю — 46 852 долари (медіана — 31 806). За межею бідності перебувало 22,7 % осіб, у тому числі 24,4 % дітей у віці до 18 років та 9,4 % осіб у віці 65 років та старших.
Цивільне працевлаштоване населення становило 125 осіб. Основні галузі зайнятості: освіта, охорона здоров'я та соціальна допомога — 28,8 %, роздрібна торгівля — 17,6 %, публічна адміністрація — 15,2 %.
За даними перепису населення 2000 року в містечкі проживало 115 осіб, 30 сімей, налічувалося 56 домашніх господарств і 67 житлових будинків. Середня густота населення становила близько 67,6 осіб на один квадратний кілометр. Расовий склад містечка за даними перепису розподілився таким чином: 36,52 % білих, 63,48 % — чорних або афроамериканців.
З 56 домашніх господарств в 16,1 % — виховували дітей віком до 18 років, 33,9 % представляли собою подружні пари, які спільно проживали, в 16,1 % сімей жінки проживали без чоловіків, 46,4 % не мали сімей. 42,9 % від загального числа сімей на момент перепису жили самостійно, при цьому 16,1 % склали самотні літні люди у віці 65 років та старше. Середній розмір домашнього господарства склав 2,05 особи, а середній розмір родини — 2,87 особи.
Населення містечка за віковим діапазоном за даними перепису 2000 року розподілилося таким чином: 18,3 % — жителі молодше 18 років, 14,8 % — між 18 і 24 роками, 24,3 % — від 25 до 44 років, 21,7 % — від 45 до 64 років і 20,9 % — у віці 65 років та старше. Середній вік мешканця склав 41 рік. На кожні 100 жінок в Перлі припадало 88,5 чоловіків, у віці від 18 років та старше — 91,8 чоловіків також старше 18 років.
Середній дохід на одне домашнє господарство в містечкі склав 19 545 доларів США, а середній дохід на одну сім'ю — 25 625 доларів. При цьому чоловіки мали середній дохід в 21 250 доларів США на рік проти 16 250 доларів середньорічного доходу у жінок. Дохід на душу населення в містечкі склав 14 676 доларів на рік. Всі родини містечка мали дохід, що перевищує рівень бідності, 22,9 % від усієї чисельності населення перебувало на момент перепису населення за межею бідності, при цьому 3,1 % з них були молодші 18 років і — у віці 65 років та старше.